# Ronde van Lombardije 2022
De 116e editie van de wielerwedstrijd Ronde van Lombardije werd verreden op 8 oktober 2022. Het parcours telde 253 kilometers. De ronde maakte onderdeel uit van de UCI World Tour. De ‘koers van de vallende bladeren’ was de laatste grote race van het seizoen. De finish lag dit jaar in Como. Titelverdediger is de Sloveen Tadej Pogačar; hij volgde zichzelf door een sprint van twee met Enric Mas te winnen.

## Deelnemende ploegen
Deze wedstrijd was onderdeel van de UCI World Tour. Naast de World Tour ploegen deden er nog zeven Pro-Continentale ploegen mee.

## Uitslag
| Ronde van Lombardije 2022 |                       |                        |          |
| Plaats                    | Naam                  | Ploeg                  | tijd     |
| Winnaar                   | Tadej Pogačar         | UAE Team Emirates      | 6u21'22" |
| 2                         | Enric Mas             | Movistar Team          | z.t.     |
| 3                         | Mikel Landa           | Bahrain Victorious     | + 10"    |
| 4                         | Sergio Higuita        | BORA-hansgrohe         | + 52"    |
| 5                         | Carlos Rodríguez      | INEOS Grenadiers       | z.t.     |
| 6                         | Alejandro Valverde    | Movistar Team          | + 1'24"  |
| 7                         | Bauke Mollema         | Trek-Segafredo         | z.t.     |
| 8                         | Rudy Molard           | Groupama-FDJ           | z.t.     |
| 9                         | Romain Bardet         | Team DSM               | z.t.     |
| 10                        | Adam Yates            | INEOS Grenadiers       | + 1'26"  |
| 11                        | Andrea Piccolo        | EF Education-EasyPost  | + 1'58"  |
| 12                        | Warren Barguil        | Arkéa Samsic           | z.t.     |
| 13                        | Ilan Van Wilder       | Quick Step-Alpha Vinyl | z.t.     |
| 14                        | Clément Berthet       | AG2R-Citroën           | z.t.     |
| 15                        | Giulio Ciccone        | Trek-Segafredo         | + 2'01"  |
| 16                        | Jonas Vingegaard      | Team Jumbo-Visma       | + 2'03"  |
| 17                        | Daniel Martínez       | INEOS Grenadiers       | + 2'14"  |
| 18                        | Aleksandr Vlasov      | BORA-hansgrohe         | z.t.     |
| 19                        | Mikkel Frølich Honoré | Quick Step-Alpha Vinyl | z.t.     |
| 20                        | Mauri Vansevenant     | Quick Step-Alpha Vinyl | z.t.     |

1905 · 1906 · 1907 · 1908 · 1909 · 1910 · 1911 · 1912 · 1913 · 1914 · 1915 · 1916 · 1917 · 1918 · 1919 · 1920 · 1921 · 1922 · 1923 · 1924 · 1925 · 1926 · 1927 · 1928 · 1929 · 1930 · 1931 · 1932 · 1933 · 1934 · 1935 · 1936 · 1937 · 1938 · 1939 · 1940 · 1941 · 1942 · 1943 · 1944 · 1945 · 1946 · 1947 · 1948 · 1949 · 1950 · 1951 · 1952 · 1953 · 1954 · 1955 · 1956 · 1957 · 1958 · 1959 · 1960 · 1961 · 1962 · 1963 · 1964 · 1965 · 1966 · 1967 · 1968 · 1969 · 1970 · 1971 · 1972 · 1973 · 1974 · 1975 · 1976 · 1977 · 1978 · 1979 · 1980 · 1981 · 1982 · 1983 · 1984 · 1985 · 1986 · 1987 · 1988 · 1989 · 1990 · 1991 · 1992 · 1993 · 1994 · 1995 · 1996 · 1997 · 1998 · 1999 · 2000 · 2001 · 2002 · 2003 · 2004 · 2005 · 2006 · 2007 · 2008 · 2009 · 2010 · 2011 · 2012 · 2013 · 2014 · 2015 · 2016 · 2017 · 2018 · 2019 · 2020 · 2021 · 2022 · 2023 · 2024 · 2025
Ronde van de Verenigde Arabische Emiraten ·
Omloop Het Nieuwsblad ·
Strade Bianche ·
Parijs-Nice · 
Tirreno-Adriatico · 
Milaan-San Remo ·
Ronde van Catalonië ·
Driedaagse Brugge-De Panne ·
E3 Saxo Bank Classic ·
Gent-Wevelgem ·
Dwars door Vlaanderen ·
Ronde van Vlaanderen ·
Ronde van het Baskenland ·
Amstel Gold Race ·
Parijs-Roubaix ·
Waalse Pijl ·
Luik-Bastenaken-Luik ·
Ronde van Romandië ·
Eschborn-Frankfurt ·
Ronde van Italië ·
Critérium du Dauphiné ·
Ronde van Zwitserland ·
Ronde van Frankrijk ·
Clásica San Sebastián ·
Ronde van Polen ·
BEMER Cyclassics ·
Bretagne Classic ·
Benelux Tour ·
Ronde van Spanje ·
GP van Quebec · 
GP van Montreal · 
Ronde van Lombardije ·
Ronde van Guangxi ·